# Чистяков, Иван Дмитриевич
Иван Дмитриевич Чистяков (27 июля 1865 — 15 мая 1939, Луцк, Польша) — генерал-майор Русской императорской армии, эмигрант первой волны.

## Биография
Родился в семье статского советника Дмитрия Ивановича Чистякова в Ярославле, 27 июля 1865 года[по какому календарю?]. Его отец в 1906—1909 гг. был городским головой Ярославля.
Окончил Ярославскую мужскую гимназию, а в 1891 году — Императорский Санкт-Петербургский университет, после чего поступил на военную службу. В 1892 году закончил Павловское военное училище. Служил в звании подпоручика в кадровом батальоне лейб-гвардии Резервного пехотного полка. В 1896 году возведён в звание поручика и в 1900 году — в звание штабс-капитана. Командовал 3-м стрелковым полком. В 1910 году был возведён в звание подполковника.
Участвовал в сражениях Первой мировой войны. C середины 1914 года служил старшим адъютантом при штабе Петербургского военного округа. С 19 мая 1915 года по 20 апреля 1916 года командовал Пятигорским 151-м пехотным полком. С середины апреля 1916 года командовал бригадой 38-й пехотной дивизии. 16 июля 1916 был возведён в звание генерал-майора. С конца января 1917 года стал командующим 183-й пехотной дивизии. С конца апреля 1917 года состоял в офицерском резерве при штабе Двинского военного округа. Короткое время командовал 7-й Туркестанской стрелковой дивизией.
Иван Двитриевич Чистяков был потомственный дворянин. 2 ноября 1881 года по определению Правительствующего Сената по постановлению Ярославского Дворянского Депутатского Собрания Священник Иван Семенович Чистяков (дед Ивана Дмитриевича) был внесен в третью часть Дворянской родословной книги, а также дети его: Священник Владимир, Коллежский Асессор (Статский советник) Дмитрий и внуки, среди которых был Иван Дмитриевич.
По указу Его Императорского Величества и по определению Правительствующего Сената, состоявшегося 9 декабря 1911 года, копия герба была выдана Полковнику Ивану Дмитриевичу Чистякову "На подлинномъ Собственною Его Императорского Величества рукою написано: «Утверждаю». От 21 декабря 1912 года, в Царскомъ Селе.
После Октябрьской революции эмигрировал в Польшу, где проживал в Луцке. Скончался 15 мая 1939 года

## Награды
- Орден Святой Анны 2-й степени (1891);
- Орден Святого Владимира 4-й степени (1914);
- Орден Святого Владимира 3-й степени с мечами (1916);
- Орден Святого Станислава 1-й степени с мечами (1917).

## Семья
Женился на Марии Константиновне Прохоровой (?—12.1914), дочери Константина Константиновича Прохорова (1842—1888) из династии фабрикантов Прохоровых, одного из владельцев Трехгорной мануфактуры, который был женат на Прасковье Герасимовне Хлудовой, дочери известного купца Герасима Хлудова. Прасковья Герасимовна занималась широкой благотворительностью. Она построила целый городок в Сыромятниках на Яузе, «Дом призрения бедных им. Г. И. Хлудова»). После свадьбы Мария Константиновна с супругом и детьми проживали с её родителями в особняке по современному адресу: Подсосенский переулок, д. 30, стр. 1, 2. (здание ныне является собственностью Росэнергобанка).
Их дети:
- Екатерина (15.09.1903 — 6.08.1979)
- Дмитрий (11.09.1907 — 1972)

Внуки:
- Людмила Дмитриевна Белова (03.09.1937 — 15.09.1990), оперная певица.
- Галина Петровна Кашина (род. 20.04.1945), Заслуженная артистка России. Является автором и коллекционером народных костюмов со всех регионов России. Ее коллекция насчитывает более 80-ти экспонатов, часть из которых хранится в Музее декоративно-прикладного искусства.

Правнуки: Анна Борисовна Кашина, рожденная от союза Галины Петровны Кашиной и Бориса Николаевича Трапицына (мульинструменталист). Сестра по отцу Ольга Борисовна Трапицына, художник-график, член Союза художников России, арт-директор  Галереи "ОсобнякЪ".